# Bernd Dittert
Bernd Dittert (Genthin, Saxònia-Anhalt, 6 de febrer de 1961) va ser un ciclista alemany. Especialista en la pista també va destacar com a contrarellotgista. Va defensar primer els colors de la RDA i després ja els de l'Alemanya unificada.
Els seus principals èxits foren dues medalles olímpiques, una d'elles d'or als Jocs Olímpics de Barcelona en la contrarellotge per equips. També guanyà el Campionat del món de Persecució per equips.

## Palmarès en ruta
- 1983
  - Vencedor d'una etapa de l'Olympia's Tour
  - Vencedor d'una etapa del Tour de Loir i Cher
- 1984
  - Vencedor d'una etapa de la Volta a la Baixa Saxònia
- 1986
  - 1r a l'Olympia's Tour i vencedor d'una etapa
  - Vencedor de 2 etapes de la Volta a la Baixa Saxònia
- 1987
  - Vencedor d'una etapa de l'Olympia's Tour
  - Vencedor d'una etapa de la Volta a Polònia
- 1990
  -  Campió d'Alemanya en Contrarellotge per equips (amb Wolfgang Lötzsch, Mario Hernig i Patrick Lahmer)
- 1992
  -  Medalla d'or als Jocs Olímpics en contrarellotge per equips (amb Uwe Peschel, Michael Rich i Christian Meyer)

## Palmarès en pista
- 1981
  -  Campió del món de Persecució per equips (amb Mario Hernig, Gerald Mortag, Carsten Wolf i Volker Winkler)
  - Campió de la RDA en Persecució per equips
- 1982
  - Campió de la RDA en Persecució
  - Campió de la RDA en Persecució per equips
- 1983
  - Campió de la RDA en Persecució
- 1984
  - Medalla d'or als Jocs de l'Amistat en Persecució per equips (amb Detlef Macha, Axel Grosser i Volker Winkler)
- 1986
  - Campió de la RDA en Persecució
- 1987
  - Campió de la RDA en Persecució
- 1988
  -  Medalla de bronze als Jocs Olímpics en Persecució individual
  - Campió de la RDA en Persecució